# Thomas Johansson (konsertarrangör)
Thomas Olof Johansson, född 19 augusti 1948, är en svensk konsertarrangör som genom företaget Ema Telstar, som han grundade 1969, arrangerat konserter med världsartister som Abba, Madonna, Paul McCartney, Bruce Springsteen, Rolling Stones med flera. Under 2000-talet har han byggt upp företaget Live Nation, som också arbetar med musikevenemang.